# Койдановская независимая республика
Ко́йдановская незави́симая респу́блика (бел. Койданаўская Незалежная Рэспубліка), также Ко́йдановская самостоя́тельная респу́блика — квазигосударственное образование, созданное в нейтральной зоне между польским и советским фронтом на территории нынешнего Дзержинского района в 1920 году.

## История
Ещё в декабре 1918—августе 1919 население Койданова и близлежащих сёл которые попали под мобилизацию в Красную армию, не желая идти в армию уходили в лес. Когда окрестности Койданова, в августе 1919 года заняли части Польской армии, то дезертиры вышли с лесов и вернулись в родные села в которых пробыли до большевитского наступления в июле 1920 года, когда вновь вернулись в леса, где уже создавали партизанские отряды которые боролись с красногвардейскими частями до августа 1920 года.
Заняв в 1920 году город Койданов, поляки не организовывали официально какой-либо власти, и через неделю и отошли на линию деревень Дягильно — Яново — Кастевичи — Старая Рудица — Боровое — Грицковщина и далее по реке Уссе. Таким образом Койданово и Макавчицы (ныне в составе Дзержинска) в ноябре 1920 года стали «нейтральной зоной». В этой местности начали организовываться местные жители, которые не хотели служить в Красной Армии, а также сыновья крестьян из ближайших деревень.
Руководителем местных повстанцев стал уроженец Койданова Павел Колечиц и Боровик (из села Беглич) и Теодор Куль из села Макавчицы (теперь часть города Дзержинск).
Советский журналист И. Шпилевский и Л. Бабрович в журнале «Наш край» за 1929 год писали:
В состав банды входили почти все койдановские парни-дезертиры, которые не желающие служить в Красной армии, и также сыны зажиточных крестьян с близлежащих сёл.
Опорными пунктами партизан были село Дягильно, Касиловичи, Яново, штаб находился в селе Дягильно.
В июле 1920 года созданный Койдановский ревком во главе с Кажушком и секретарем Тризной уроженцем Лучиц, потребовал прятавшихся в лесах дезертиров прибыть в сельский военный комиссариат для отправки в Красную армию. Но никто не явился из-за того что ревком не пользовался авторитетом в местности. Тогда ревком предложил дезертирам рубить лес, но те вновь отказались. Когда ревком арестовал несколько дезертиров, Скуратович влез на колокольню Покровской церкви и начал бить в набат. Со всех сторон в село сбежались дезертиры которые разогнали ревком и освободили заключенных.
На следующий день в район прибыл отряд чекисткий отряд из Минска, но до прибытия отряда партизаны ушли в лес. Прибывшие в село большевики возобновили работу ревкома в новом составе. Главой ревкома был назначен Гарун, секретарь — Сигналовский. Новый ревком желая избежать ошибок предыдущего ревкома создали в селе отряд милиции который возглавил Тинявик. Для рубки дров в лес отправили 17 милиционеров. «Республиканцы» арестовали советский актив и поставили свою охрану в городке. Самое активное участие в этом деле принимали местные парни: Павел Колечиц, Боровик, Теодор Куль, Юзик Петуховский, Сикорский, Михаил, Иван и Казимир Довнары, Владимир Вашкевич, Константин и Зэнка Лобачи, Иван Тарногурский, Павел Бабравницки, Воротницкий, Иван Грушевский, Юзик Сикорский, Александр Ковалевский, Андрей Мелешко, Дроздовский, Михаил Мазуркевич, Толстик, Иван Быковский, Сачко, Павел Шот, Дудковской и другие. На 4-й день существования «Койдановской самостоятельной республики» до поселка подошли к полудню красноармейские кавалерийские части 12 стрелкового полка 2-й бригады и начали наступление. Силы были неравные и «республиканцы» были окружены в Дягильно.
Новый ревком в ответ на действия партизан арестовал крестьян села Рудица. Ответом на эти действия был ультиматум направленный партизанами в ревком с подписью Павла Колечца с требованием освободить арестованных и в течение трех дней покинуть Койданово. Ревком отказался выполнить ультиматум. Тогда на третий день в село прибыл партизанский отряд который после короткого боя арестовал ревком и освободил заключенных крестьян. Одновременно с ревкомом были арестованы минский уездный военный комиссар Уледукес и начальник уездной милиции Сурба которые находились в то время в Койданове.
После этого глава партизанского отряда Петр Калечыц объявил Койданово и его окрестности Койдановской Самостостоятельной Республикой. На улицах были расклеены обращения к населению, в обращениях население призывали бороться за Свободную и Независимую Беларусь.. Одновременно республика была объявлена на военном положении везде были расставлены часовые. В это время вблизи Койданова на левом берегу реки Уссы стояли красногвардейские части с штабом в селе Самохваловичи. Для ликвидации восстания в Койданове был послан броневик, но на подступах к Койданову встретил ожесточенное сопротивление и отступил.
Отбив первое наступление большевиков партизаны стали арестовывать местных большевиков. Одновременно с подписью Колечца вышел указ о всеобщей мобилизации. В отличие от предыдущих мобилизаций, в этот раз не было дезертиров. Большинство жителей встали на защиту родных сёл.
Койдановская Независимая Республика просуществовала четыре дня. Партизаны несмотря на ожесточенное сопротивление не смогли устоять под натиском 12-го красногвардейского стрелкового полка, 2-й бригады. Они отступили к селу Дягильно, вместе с ними ушли мобилизованные койдановцы. Отсюда партизаны вновь попытались развить наступление на Койданово, но безрезультатно.
После разгрома Койдановской республики, партизаны ещё долгое время продолжали бороться с советской властью оперируя в районе сёл Дягильно, Яново, Костевичи. Об этом упоминают выше указанные авторы:
Нельзя было провести выборы в местные органы власти, даже за две версты от села, потому что все боялись мести бандитов
Ещё какое-то время республиканцы делали небольшие атаки и вели агитацию за «свободную Беларусь, под охраной поляков». Но после заключения Рижского мирного договора 1921 году поляками отошли на определённую границу и «нейтральная» зона закончилась.